# Rudolf Havránek
Rudolf Havránek (9. listopadu 1871 Mořkov – ??) byl český a československý politik a senátor Národního shromáždění ČSR za Československou stranu národně socialistickou.

## Biografie
Studoval na matičním gymnáziu v Opavě. Od roku 1901 byl veřejně činný ve prospěch české menšiny ve Slezsku. Během první světové války byl v letech 1915-1918 z politických důvodů vězněn.
Po parlamentních volbách v roce 1925 získal senátorské křeslo v Národním shromáždění. Mandát nabyl ale až dodatečně roku 1929 jako náhradník poté, co zemřela senátorka Růžena Reichstädterová. V senátu zasedal jen krátkou dobu do parlamentních voleb v roce 1929. Profesí byl přednostou stanice v Háji u Opavy.